# Château de Bianello
Le château de Bianello se trouve dans la commune de Quattro Castella en province de Reggio d'Émilie, en Italie.
C’est l’unique fortification restée sur pieds des quatre grosses tours qui, déjà au VIIIe siècle, s’élevaient sur les quatre collines dominant Quattro Castella : les monts Vetro, Bianello, Lucio et Zane.

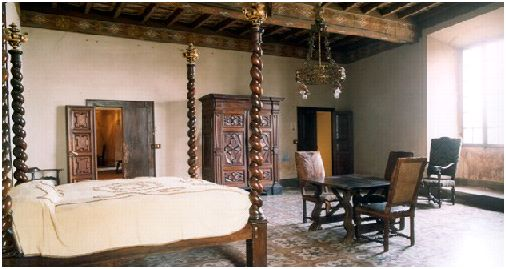
Une chambre du château

## L'origine historique
La plus ancienne source remonte à l’année 835 et se rapporte à la reine Cunégonde (Cunégonde d’Italie, née de Laon ou de Gellone (797-835), fille de Heribert de Gellone et épouse de  Bernard d'Italie, roi de Lombardie et petit-fils de Charlemagne), notifia la cession d’une Curte de quatuor arcas en faveur du monastère de Sant'Alessandro de Parme. La propriété fut ensuite achetée par la maison Canossa, dont les possessions s’étendaient du Pô à la Toscane. Les Apennins, servaient de muraille naturelle aux invasions venant du Nord et étaient fortifiés par un système ininterrompu de châteaux, dont faisaient partie les quatre maisons-tours et le château de Bianello dans la commune de Quattro Castella.

## L'époque de Mathilde de Canossa
L’histoire du château est inévitablement lié à son voisin, le château de Canossa et à la régence de la comtesse Mathilde. Selon diverses sources historiques, Mathilde avait une préférence particulière pour cet endroit où elle résidait fréquemment et dans lequel fut hébergé Henri IV du Saint-Empire durant la fameuse " pénitence de Canossa " (avant l’entretien de 1077).
En 1111, Mathilde de Canossa a également reçu le fils aîné de Henri IV, l'empereur Henri V, de retour de Rome où il fut couronné Empereur, marquant la fin de la fracture politique entre la papauté et le Saint-Empire romain germanique.
Au château, ce même Henri V proclama Mathilde de Canossa vicaire impérial en Italie : évènement d’importance historique qui mena à une période de paix, accentuée dix années après par le concordat de Worms.
En 1160, avec la cession de la forteresse en faveur de Guido da Canossa, c’est une branche différente de la dynastie des Canossa qui apparaît, celle dite Bianello.
Au cours des premières années du XIVe siècle, Gilberto III da Correggio (famille da Correggio) réussit à prendre possession du château et de celui du mont Lucio sur la colline voisine. En 1342, le contrôle des quatre collines retourna à la maison de Canossa. En 1358, un descendant des Canossa, Gabriotto da Canossa, obtint directement l’investiture par l’empereur Charles IV. Investiture confirmée en 1459 par l’empereur Frédéric III en faveur de Nicolò Canossa, fils d’Alberto. Cette branche de la dynastie Canossa conserva le château jusqu’en 1742, année où il fut vendu au comte Giovanni Gabbi.

## L'époque moderne
Le fief de Bianello, officiellement supprimé en 1796, fut racheté aux Gabbi en 1803 par la famille d’Este qui, à la suite de la Restauration, en fit le siège de la municipalité de Quattro Castella.
À la naissance du royaume  puis de l’unification d'Italie, le château devint un casernement militaire avant d’être vendu aux enchères publiques en 1867 et transformé en résidence estive par son nouveau propriétaire.
En 1881 et 1897, le château passa entre les mains de plusieurs acquéreurs jusqu’en 2003, où la commune de Quattro Castella en devint définitivement propriétaire.

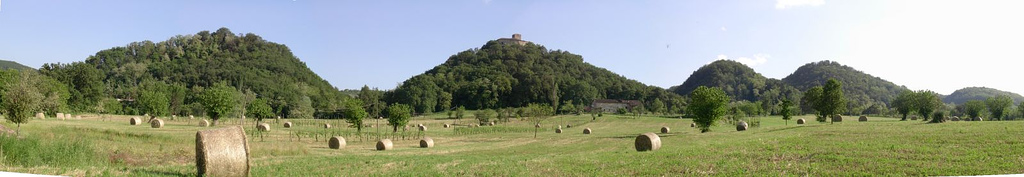
Les quatre collines de la commune

## Sources
- (it) Cet article est partiellement ou en totalité issu de l’article de Wikipédia en italien intitulé « Castello di Bianello » (voir la liste des auteurs).

## Note
1. ↑  Cunégonde d’Italie
2. ↑  Héribert de Gellone
3. ↑  Bernard d’Italie
4. ↑  Guido da Canossa